# Mami Fatale
Mami Fatale – polski serial animowany stworzony przez Grupę Smacznego oraz Studio Miniatur Filmowych. Reżyserem serii jest Łukasz Kacprowicz. Serial opowiada o przygodach Mami "najlepszej kucharki świata" oraz jej zwierząt Psiny i Prosięcia. Przygody często koncentrują się na gotowaniu i są obsadzone w bardzo absurdalnym świecie. Mami Fatale można oglądać na kanale Pakapaka z Argentyny (od września 2013), TV Puls 2 (od czerwca 2013) oraz Yle Fem w Finlandii (od 2014).

## Fabuła
Opowieść o starszej pani, która wyjechała z miasta, żeby prowadzić sielski żywot na wsi razem z dwójką zwierzaków: Psiną i Prosięciem, a także żeby móc oddawać się swojej wielkiej pasji, jaką jest gotowanie. Sielską atmosferę małego domku zwykle burzy nieoczekiwany zbieg okoliczności, który wiedzie bohaterów wprost na spotkanie z przygodą.

## Nagrody i wyróżnienia
- 2012 – Tarnów (Tarnowska Nagroda Filmowa) – Nagroda Jury Dziecięcego "Kogut" za odcinek "Śnieżne wojny"
- 2012 – Nowy Sącz (Festiwal Filmów dla Dzieci i Młodzieży "KinoJazda") – Wyróżnienie dla filmu krótkometrażowego; za odcinek "Niesamowita historia Mami Fatale"; za "oryginalne poczucie humoru, zabawne i kolorowe postaci oraz ciepłe przyjęcie przez najmłodszych widzów"
- 2013 – Tarnów (Tarnowska Nagroda Filmowa) – Nagroda Jury Dziecięcego "Kogut" za odcinek "Niezwykła podróż Mami Fatale"
- 2013 – Nowy Sącz (Festiwal Filmów dla Dzieci i Młodzieży "KinoJazda") – Wyróżnienie dla filmu krótkometrażowego; za odcinek "Megaprosilla"; za "oryginalny pomysł, humor sytuacyjny oraz kreowanie barwnych i ciepłych postaci"
- 2014 – Tarnów (Tarnowska Nagroda Filmowa) – Nagroda Jury Dziecięcego "Kogut" za odcinek "Mami Duale"

## Dialogi dźwiękowe
Reżyseria dubbingu: Anna Apostolakis-Gluzińska

Realizacja dźwięku: Aleksander Matuszewski

Wystąpili:
- Anna Apostolakis-Gluzińska –
  - Mami Fatale,
  - Pomniejszony bałwan (odc. 3),
  - Pani Gliwa (odc. 4),
  - Kapelusznik #1 (odc. 4),
  - Sowa (odc. 4),
  - Mami Duale (odc. 6),
  - Cheddar (odc. 12-13, 16),
  - Pasta (odc. 12-13, 16),
  - Widzowie cyrku (odc. 14),
  - Syn Vito Calzone (odc. 16),
  - Prosiutta (odc. 16),
  - Nieuważna dziewczynka (odc. 22),
  - Kobieta w płonącym domu (odc. 22),
  - Brudacz (odc. 25),
  - Papuga (odc. 26)
- Jarosław Domin –
  - Psina,
  - Kapelusznik #2 (odc. 4),
  - Dinozaur (odc. 5),
  - Kucharz krasnoludków (odc. 10),
  - Pan Dadi (odc. 13),
  - Widzowie cyrku (odc. 14),
  - Haggis McChef (odc. 15),
  - Vito Calzone (odc. 16),
  - Głódzki troll (odc. 19),
  - Sprzedawca z Konstantynopola (odc. 21),
  - Bandyta #2 (odc. 22),
  - Nieuważny chłopczyk (odc. 22),
  - Dr. Klops (odc. 23),
  - Podziemny Pirat (odc. 26)
- Krzysztof Szczerbiński –
  - Prosię (odc. 1-13),
  - Krytyk kulinarny z kosmosu (odc. 2),
  - Bałwan (odc. 3),
  - Kapelusznik #3 (odc. 4),
  - Morski potwór (odc. 8),
  - Lekarz krasnoludków (odc. 10),
  - Krasnoludki (odc. 10),
- Michał Lewandowski –
  - Prosię (odc. 14-26),
  - Klaun Harpagon (odc. 14),
  - Widzowie cyrku (odc. 14),
  - Dzik (odc. 18),
  - Pomidorowy dżin (odc. 21),
  - Bandyta #1 (odc. 22),
  - Nieuważny chłopczyk (odc. 22),
  - Mieszkańcy miasta (odc. 22)
- Robert Makłowicz – Narrator

## Spis odcinków
| Nr             | Tytuł                         |
| -------------- | ----------------------------- |
|                |                               |
| SERIA PIERWSZA |                               |
|                |                               |
| 01             | Megaprosilla                  |
|                |                               |
| 02             | Krytyk z kosmosu              |
|                |                               |
| 03             | Śnieżne wojny                 |
|                |                               |
| 04             | Gang kapeluszników            |
|                |                               |
| 05             | Kość niezgody                 |
|                |                               |
| 06             | Mami Duale                    |
|                |                               |
| 07             | Musza robota                  |
|                |                               |
| 08             | Pod fatalną banderą           |
|                |                               |
| 09             | Dawno, dawno temu             |
|                |                               |
| 10             | Podziemne królestwo           |
|                |                               |
| 11             | Mami Fu                       |
|                |                               |
| 12             | Psinokio                      |
|                |                               |
| 13             | Niesamowita historia          |
|                |                               |
| SERIA DRUGA    |                               |
|                |                               |
| 14             | Świnia na ostro               |
|                |                               |
| 15             | Bistro Fatale                 |
|                |                               |
| 16             | Italiano                      |
|                |                               |
| 17             | Marzenia z automatu           |
|                |                               |
| 18             | Zaklinacz makaronu            |
|                |                               |
| 19             | Herbatka z trollem            |
|                |                               |
| 20             | Mami nie ma w domu            |
|                |                               |
| 21             | Pomidorowy dżin               |
|                |                               |
| 22             | Superpsina kontra ultraprosię |
|                |                               |
| 23             | Laboratorium smaku            |
|                |                               |
| 24             | Robokucharz                   |
|                |                               |
| 25             | Wielkie mycie                 |
|                |                               |
| 26             | Kaprawy gulasz                |
|                |                               |